# Jana Kirpičenko
Jana Vjačeslavovna Kirpičenko (in russo Яна Вячеславовна Кирпиченко?; 22 gennaio 1996) è una fondista russa.

## Biografia
Attiva in gare FIS dal novembre del 2012, la Kirpičenko ha esordito in Coppa del Mondo il 30 dicembre 2017 a Lenzerheide (71ª) e ai Campionati mondiali a Oberstdorf 2021, dove ha vinto la medaglia d'argento nella staffetta e si è classificata 12ª nella 30 km e 10ª nello skiathlon.

## Palmarès

### Mondiali
- 1 medaglia:
  - 1 argento (staffetta a Oberstdorf 2021)

### Mondiali juniores
- 2 medaglie:
  - 1 argento (staffetta ad Almaty 2015)
  - 1 bronzo (staffetta a Râșnov 2016)

### Coppa del Mondo
- Miglior piazzamento in classifica generale: 21ª nel 2021